# Терористичні акти в Каталонії
Терористичні акти у Каталонії — серія терористичних атак з використанням тарану, що сталися ввечері 17 серпня на бульварі Ла-Рамбла у місті Барселона та вночі 18 серпня 2017 року у місті Камбрілс у Каталонії, Іспанія. У результаті наїзду на пішоходів на бульварі Ла-Рамбла загинули 15 осіб, понад 100 отримали поранення, жертвою атаки на променад у Камбрілсі стала 1 особа, ще шестеро зазнали травм. Відповідальність за теракти взяло на себе угруповання Ісламська Держава. Атака на Ла-Рамбла стала найбільшим за чисельністю жертв терористичним актом в Іспанії від вибухів електропоїздів у Мадриді у березні 2004 року.

## Перебіг подій

### Атака на Ла-Рамбла

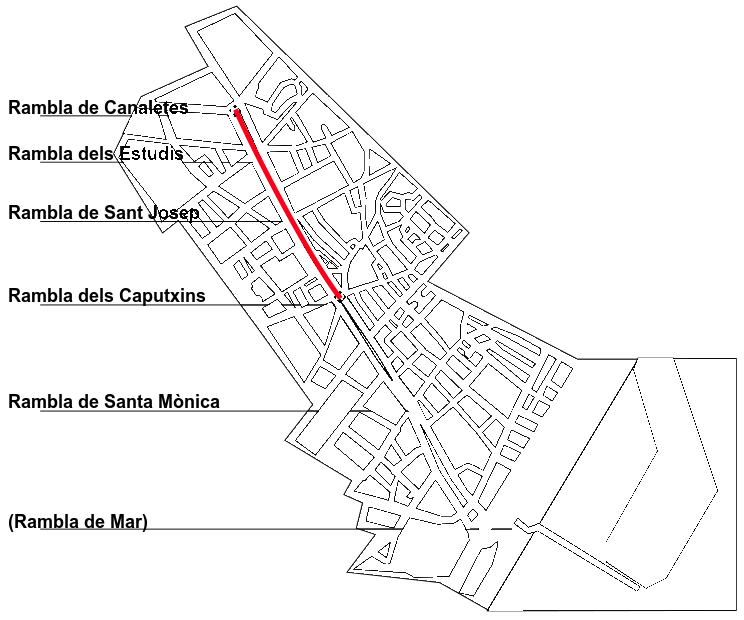
Схема атаки на Ла-Рамбла

Близько 16:50 (UTC+2) 17 серпня 2017 року білий фургон Fiat здійснив наїзд на людей на бульварі Ла-Рамбла, коли вони перетинали вулицю на пішохідному переході. Автомобіль рухався зигзагами, маючи на меті уразити якомога більшу кількість людей та, подолавши таким чином понад 500 метрів, зупинився, після чого водій втік з місця пригоди. Поліція встановила, що за кермом фургона перебував 22-річний Юнес Абуякуб, який після наїзду заволодів припаркованим автомобілем, зарізавши його господаря.
Одразу після наїзду на пішоходів з'явилися повідомлення про те, що двоє озброєних нападників сховалися у турецькому ресторані Luna d'Istanbul, захопивши у заручники відвідувачів закладу, також у ЗМІ повідомлялося про звуки пострілів на ринку Ла-Букарія, проте ця інформація виявилася хибною. Близько 18:30 у місті Бік неподалік Барселони поліція виявила інший фургон, який імовірно мав бути використаний нападниками для втечі.

### Атака на Камбрілс
Близько 1:00 (UTC+2) 18 серпня спроба атаки, схожої на барселонську, відбулася у містечку Камбрілс, де автомобіль Audi A3 також спробував здійснити наїзд на пішоходів, однак, перекинувся, а декотрі з терористів почали нападати на перехожих з ножами, завдаючи їм колотих і різаних ран. Поліція, вже інформована про теракт у Барселоні, вдалася до проведення контртерористичних заходів: п'ятьох нападників, було знешкоджено при спробі втечі з фургона: 4 вбито на місці, ще 1 помер від поранень у лікарні. За повідомленнями ЗМІ нападники були озброєні пістолетами, один з них мав ножа. На тілі одного з вбитих нападників поліція виявила імовірний вибуховий пристрій, який було знешкоджено скерованим вибухом. Згодом виявилося, що пояси з вибухівкою виявилися муляжами. Поліція висловила припущення, що наїзд у Камбрілсі пов'язаний з атакою у Барселоні.

## Жертви
Жертвами нападу у Барселоні стали 13 осіб, серед яких 3-річна дівчинка: троє громадян Іспанії, 1 — Бельгії, 1 — Італії, 1 — Португалії. Понад 100 отримали поранення різного ступеня тяжкості. За повідомлення місцевої служби з надзвичайних ситуацій, що до медичних закладів звернулися 99 поранених, у тому числі 15 осіб було госпіталізовано з важкими пораненнями, 23 — з травмами середньої тяжкості та 48 — з легкими травмами. Загалом від терактів постраждали громадяни 34 країн.
21 серпня стало відомо про ще одну жертву. 27 серпня у лікарні померла громадянка Німеччини, яка перебувала у важкому стані.
У результаті атаки на Камбрілс було поранено 7 осіб, у тому числі поліцейського. Двоє з постраждалих були доправлені до лікарень з важкими травмами. Вдень 18 серпня у лікарні померла жінка, що зазнала поранень.

## Організатори та виконавці
Відповідальність за теракт у Барселоні взяла на себе терористична організація Ісламська Держава: новинна агенція бойовиків Amaq оприлюднила заяву, що виконавці теракту пристали на заклики організації вчиняти напади на держави, що підтримують боротьбу проти неї. 19 серпня ісламісти оголосили про причетність й до наїзду в Камбрілсі.
Після атаки на Ла-Рамбла у місті Ріполі був затриманий Дрісс Укабір, француза марокканського походження, на ім'я якого був орендований фургон. Мер Ріполя заявив, що Укабір сам прийшов до поліції після того, як його фото було показане на телебаченні, оскільки за його словами його документи були викрадені.
Також у Ріполі за підозрою у причетності до теракту було затримано вихідця з Мелільї та ще одну особу з оточення Укабіра, ще одного з потенційних терористів затримано в Альканарі. 18 червня стало відомо про ще одного затриманого підозрюваного. За підозрою у скоєнні нападу поліція оголосила в розшук 17-річного француза марокканського походження Мусса Укабір, який винайняв обидва фургони за документами свого старшого брата Дрісса. 19 червня у поліції повідомили, що Мусса Укабір, якого підозрювали в тому, що він міг бути безпосереднім виконавцем наїзду на Ла-Рамбла, був одним з 5-ти вбитих нападників у Камбрілсі, двома іншими виявилися 18-річний Саїд Ааллаа та 24 річний Мохамед Хічамі, усі мешканці Ріпола. Загалом за підозрою у причетності до терактів затримано 4 осіб.
У ході розслідування поліція виявила, що у Каталонії, діяла потужна терористична група у складі 12 осіб, яка стоїть за вибухами в Альканарі та наїздами у Барселоні та Камбрілсі. Було встановлено, що підготовка групи до терактів в Барселоні тривала півроку. Єдиним підозрюваним, що перебуває в бігах, є 22-річний Юнес Абуякуб, який за інформацією поліції винайняв 2 фургони, один з яких був знайдений у Біку, а на іншому — Renault Kangoo — він імовірно переховується; через високу імовірність того, що підозрюваний перетнув іспано-французький кордон, до розслідування долучилися французькі силові відомства. Каталонська поліція стверджує, що за кермом фургона, що здійснив напад на Ла-Рамбла перебував саме він.

## Реакція

### Внутрішня
18, 19 та 20 серпня були оголошені жалобними днями на всій території Іспанії.
Вдень 18 серпня на Пласа-де-Каталунія пройшла жалобна церемонія за участі кількох тисяч осіб, зокрема, у ній взяли участь король Іспанії Філіп VI, прем'єр-міністр Маріано Рахой та голова уряду Каталонії Карлос Пучдемонт.

### Міжнародна
Засудження, співчуття та підтримку жертвам терористичних атак, їхнім родинам та іспанському уряду висловили лідери іноземних держав та міжнародних організацій: президент та Державний секретар США Дональд Трамп і Рекс Тіллерсон, президент Франції Еммануель Макрон, прем'єр-міністр Великої Британії Тереза Мей, президент Європейської Ради Дональд Туск, генеральний секретар НАТО Єнс Столтенберг, голова ОБСЄ та міністр закордонних справ Австрії Себастьян Курц, лідер КНР Сі Цзіньпін, 44-й президент США Барак Обама, президент України Петро Порошенко, президент Росії Володимир Путін.
У пам'ять про жертв теракту у ніч з 17 на 18 серпня на Ейфелевій вежі у Парижі загасили вогні.